# Theridion thalia
Theridion thalia là một loài nhện trong họ Theridiidae.
Loài này thuộc chi Theridion. Theridion thalia được miêu tả năm 1878 bởi Workman.